# Smiths (Alabama)

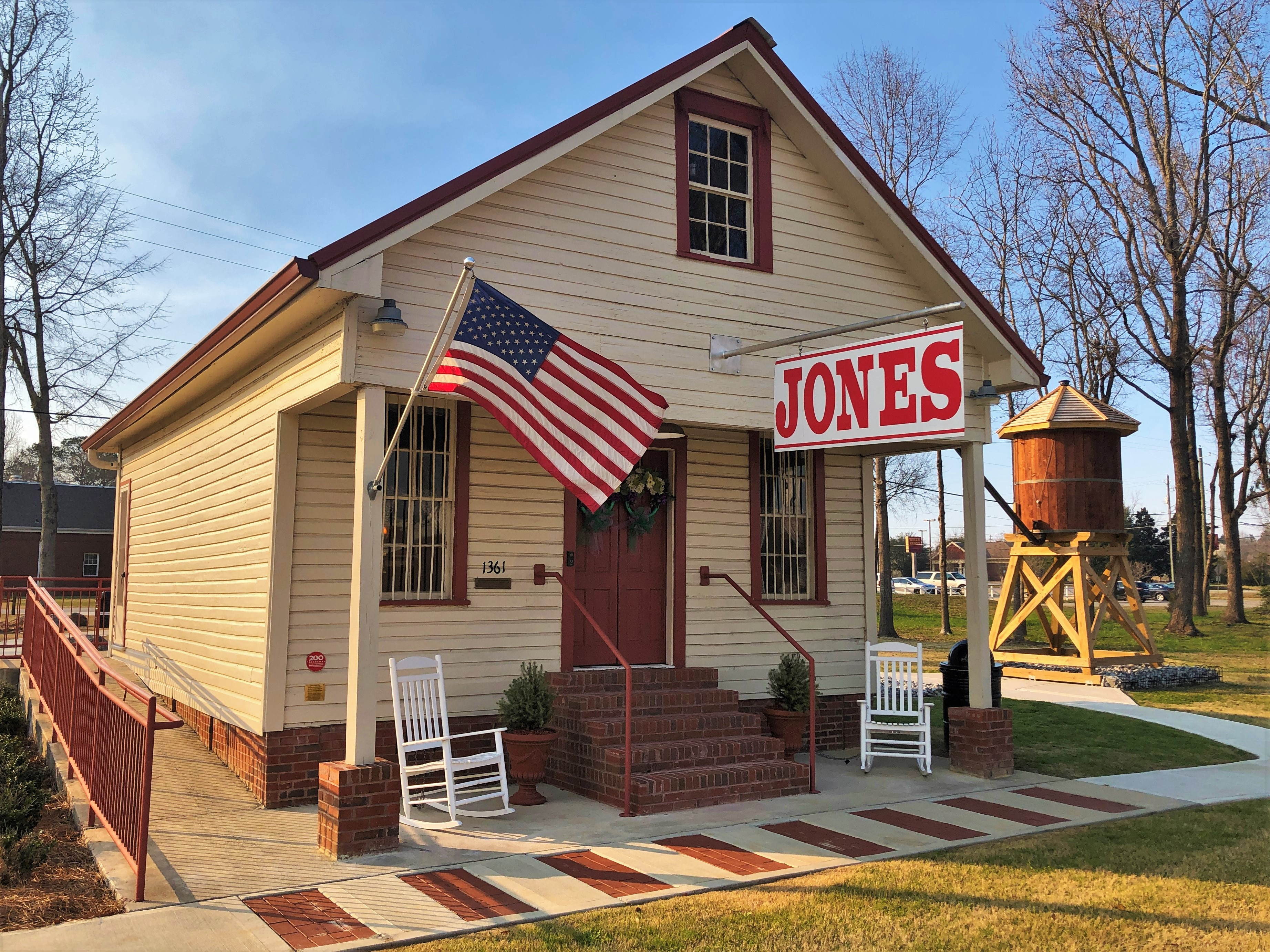
imagem do Complexo Histórico da Loja Jones em Smiths Station, AL

Smiths é uma Região censo-designada localizada no estado americano de Alabama, no Condado de Lee.

## Demografia
Segundo o censo americano de 2000, a sua população era de 21.756 habitantes.

## Geografia
De acordo com o United States Census Bureau, a localidade tem uma área de 186,2 km², dos quais 184,3 km² cobertos por terra e 1,9 km² cobertos por água.

## Localidades na vizinhança
O diagrama seguinte representa as localidades num raio de 32 km ao redor de Smiths.